# Atlas lingüístico de China
El Atlas lingüístico de China (en chino tradicional, 中國語言地圖集; en chino simplificado, 中国语言地图集; pinyin, Zhōngguó Yǔyán Dìtú Jí, en inglés: Language Atlas of China) son dos volúmenes que tratan las variedades de la lengua china y las lenguas minoritarias de China. Fue publicado simultáneamente en chino e inglés en un esfuerzo conjunto del Instituto de Lingüística de la Academia China de Ciencias Sociales y la Academia Australiana de Humanidades. Para realizar el atlas se organizaron encuestas dialectales, recopilación y análisis de datos. Fue compilado en 1983 y completado en 1987. El libro fue editado por Li Rong (李荣), Xiong Zhenghui y Zhang Zhenxing del Instituto de Lingüística de la Academia China de Ciencias Sociales y publicado en dos partes por la Hong Kong Longman (Far East) Publishing Company en 1987 y 1991. Una segunda edición fue publicada por Prensa Comercial (商务印书馆有限公司) en 2012.

## Terminología
Propone dividir las variedades de chino en cinco niveles jerárquicos:
- Supergrupos (en chino, 方言大区; literalmente, ‘Grandes áreas dialectales’): mandarín y min
- Grupos (en chino, 方言区; literalmente, ‘Áreas dialectales’): jin, wu, hui, xiang, gan, hakka, yue, ping y los grupos dentro del mandarín y el min
- Subgrupos (en chino, 方言片; literalmente, ‘Fragmentos dialectales’)
- Clusters (en chino, 小片; literalmente, ‘Pequeños fragmentos dialectales’), solo aplican a ciertos subgrupos
- Dialectos locales (en chino, 方言点; literalmente, ‘puntos dialectales’), localidades que fueron encuestadas

El método de división en cinco niveles hace que la división de los dialectos chinos sea más detallada; refina los dos criterios básicos para diferenciar entre grandes áreas dialectales y áreas dialectales: la evolución de los sinogramas usados para los tonos marcados (入声) antiguos y la evolución de los sinogramas usados para los arranques "sonoros plenos" (全浊声母). Esta división refleja las características estructurales y las normas de evolución histórica de la pronunciación de las lenguas chinas.

## Contenidos

Mapa de grupos dialectales basado en el Atlas lingüístico de China

## Segunda edición
El trabajo comenzó en la edición revisada en 2002 y se publicó en 2012 como una empresa conjunta entre la Academia de Ciencias Sociales de China y la Universidad de la ciudad de Hong Kong. Consta de dos volúmenes, las variedades del chino y las lenguas minoritarias. Esta revisión sigue la misma estructura que la primera edición pero el número de mapas ha aumentado a 79 y el texto explicativo se amplía bastante. El número de idiomas minoritarios cubiertos también aumentó de 81 a 130.

## Galería

Mapa de los grupos yue y ping basado en el Atlas lingüístico de China
Mapa del supergrupo min basado en el mapa B8 del Atlas